# Let All Nippon Airways 60
Let All Nippon Airways (ANA) 60 byl pravidelný vnitrostátní let, provozovaný společností All Nippon Airways, který se 4. února 1966 za nevyjasněných okolností zřítil do Tokijského zálivu. Boeing 727-81 na trase ze sapporského letiště New Chitose do Tokia na letiště Haneda se při  přistání za tmy při dobrých povětrnostních podmínkách zřítil asi 10,4 km od cílového letiště. Při nehodě zahynulo všech 133 osob na palubě. Svého času to byla nejhorší letecká nehoda jednotlivého stroje.

## Cestující a posádka
Letoun přepravoval 126 cestujících a sedmičlennou posádku. Většina cestujících se vracela z 970 km vzdáleného Sappora, z návštěvy každoročního  festivalu sněhu a ledu.

## Nehoda
Za jasného počasí pilot letu ANA 60, jen pár minut od letiště Haneda, rádiem oznámil, že přistane vizuálně bez přístrojů. Letadlo krátce nato zmizelo z radarových obrazovek. Vesničané na pobřeží a pilot jiného letadla řekli, že kolem 19.00, v okamžiku, kdy letadlo mělo podle plánu přistát, spatřili na obloze plameny. Rybáři a námořníci do lodí vytahovali z kalných vod zálivu těla obětí. Když jich vylovili asi dvacet, oznámil mluvčí letecké společnosti, že byl nalezen trup letadla se spoustou těl uvnitř.
Ocas letadla, včetně nejméně dvou ze tří motorů, vertikálního stabilizátoru a horizontálního stabilizátoru, byly objeveny neporušeny. Zbytek letadla se při nárazu rozpadl. Se stotřiatřiceti oběťmi šlo o nejsmrtelnější nehodu jednoho letadla a druhou nejsmrtelnější nehodu po srážce ve vzduchu nad New Yorkem v roce 1960. Více obětí zahynulo o dva roky později, v květnu 1968, kdy byl ve Vietnamu sestřelen Lockheed C-130B Hercules, ve kterém zahynulo 155 lidí.
Příčinu nehody letu ANA 60 se nepodařilo určit.

## Série nehod
Tato nehoda byla jednou z pěti smrtelných leteckých katastrof – čtyř komerčních letů a jednoho vojenského – v Japonsku v roce 1966. Měsíc po havárii letu ANA 60 narazil Douglas DC-8 letu Canadian Pacific Air Lines 402 při přistání do světel na dráze a při nehodě zahynulo 64 ze 72 lidí na palubě. O necelých 24 hodin později byl Boeing 707 letu BOAC 911 vyfotografován, jak míjí stále doutnající trosky kanadského letadla a o několik hodin později se v silných turbulencích nad horou Fudži rozpadl. Zahynulo všech 124 cestujících a členů posádky. Convair 880-22M společnosti  Japan Air Lines havaroval 26. srpna, při nehodě zemřelo pět lidí. Nakonec havaroval let 533 společnosti All Nippon Airways a 13. listopadu zemřelo 50 lidí. Souhrnný účinek pěti nehod otřásl důvěrou veřejnosti v komerční letectví v Japonsku a Japan Airlines i All Nippon Airways byly přinuceny omezit některé vnitrostátní lety kvůli snížené poptávce.